# نلوكي
نلوكي (بالفارسية: نلوکی) هي قرية تقع في قسم جلغة تشاة هاشم الريفي (مقاطعة دلغان) في إيران. يقدر عدد سكانها بـ 268 نسمة بحسب إحصاء 2016.